# Зомби
Зомби је митолошко биће створено оживљавањем леша. У модерној популарној култури, зомбији се појављују у делима хорор жанра. Термин потиче из хаићанског фолклора, у којем је зомби оживео разним методама, најчешће чаролијом попут вудуа. Модерни прикази зомбија често не садрже чаролију, већ научнофантастичне методе попут гљивица, зрачења, гасова, болести, биљака, бактерија, вируса итд.